# M203 グレネードランチャー
M203 グレネードランチャーは、主にM16アサルトライフルやM4カービンに装着される40mm擲弾発射器である。銃身下に装着されるほか、ピストルグリップとストックとサイトを装着して単体（Stand-Alone）での使用も可能である。ライフリングを有する単発後装式のグレネードランチャーで、装填はアルミニウム製の銃身を前方にスライドさせて行う。
対応弾種は40x46mmグレネード弾で、榴弾、発煙弾、照明弾、散弾、催涙弾（CSガス）、演習弾がある。照準は、至近距離ではハンドガード上に装着されたリーフサイトで、400mまでの射撃ではキャリングハンドル横に装着されたクアドラントサイトで行う。

## 歴史
1967年から1968年にかけて、アメリカ陸軍と契約したAAI社が開発を行った。ベトナム戦争に投入されていた銃型のM79 グレネードランチャーと、当時試験採用されていたコルトの銃身下装着型のXM148 グレネードランチャーの実績を踏まえたものであった。
1968年後半に試験型のXM203が完成し、1970年にアメリカ軍によりベトナムでの運用試験が行われた結果、採用となり、M79の後継装備品として導入された。生産は、当初はAAIが行ったが、1971年以降はコルトがライセンスを取得して製造している。1990年代に数度の改修を受け、M203A1、M203A2へと発展している。
なお採用元の米陸軍ではH&K社のM320 グレネードランチャーがM203の後継として配備されている。

## 性能
- 最大到達可能距離：400m
- 最大有効射程（広域目標）：350m
  - （定点目標）：150m
- 最小安全距離
  - 非直接目標時：35m
  - 訓練時：130m
  - 戦闘時：31m
- 調達価格：601USドル（2005年度）

## 派生

### M203

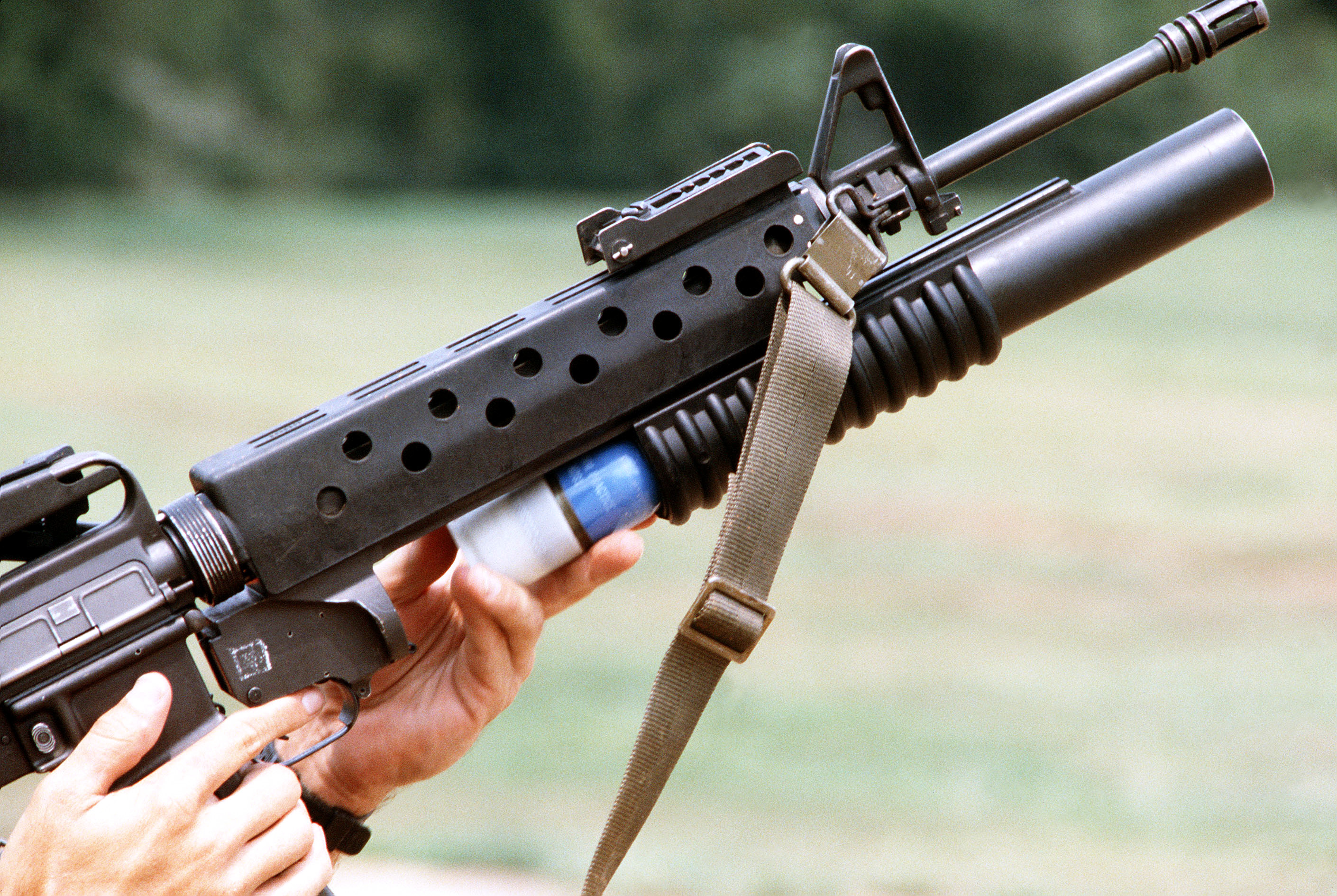
M16A1に装着されたM203。左側面のボタンを押しながら筒身を前方へずらして開放し、訓練弾を薬室に挿入する様子。

標準型。M16A1、M16A2、M16A3に対応した12インチ銃身である。専用ハンドガードに固定され、通常は使用者レベルでは分離しない。M16本体のハンドガードを丸ごと置き換えて装着する。

### M203A1
主にM4、M4A1用で、銃身長は9インチである。QD（Quick Detach/即時分離）機能を持ち、下部ハンドガードまたはR.I.S下面を外して装着する。
カナダ軍はM16相当のコルトカナダC7にM203A1を装着して使用している。

### M203A2
M203A1をM16A4 MWS（Modular Weapon System）用に銃身を12インチにしたもの。ナイツアーマメントのM5 R.I.Sに合わせて設計されている。

### M203 PI
上記以外の銃に対応したモデル群の総称で、ステアーAUGやH&K G3、H&K MP5、更にはAKMやAK-74などにも装着できる。
M203のコピーまたは改良品は、少なくともトルコ、韓国、ブルガリア、ミャンマーなどで製造されているようである。
下記のグレネードランチャーはM203の派生品である。
- M203（SA-80） - イギリスのロイヤル・スモール・アームズ・ファクトリー社製。イギリス軍はL85にAG36を装着して使用しているが、このM203も採用こそされてないが装着できる。
- T40 - トルコのMKE社製。H&K G3に対応。
- SIG GL5040 - スイスのシグ社製。SIG SG550に対応。
- K201 - 韓国の大宇社製。K2に対応。
- 85式 - 中華民国の第205兵站廠製。65式歩槍、86式歩槍、91式歩槍に対応。
- M6 - ブルガリアのアーセナル社製。AKに対応。
- AG-40 Md80 - ルーマニアのロルアームズ社製。ポーランドなどのソ連以外の東側諸国規格の40×47mm弾を使用する。AKに対応。
- IMC-40 - コロンビアのINDUMIL社製。ガリルに対応。
- ミャンマー製M203（正式名称不明） - MA-1とM16に対応。

## 採用国
- アメリカ合衆国 - M16、M4用に導入。

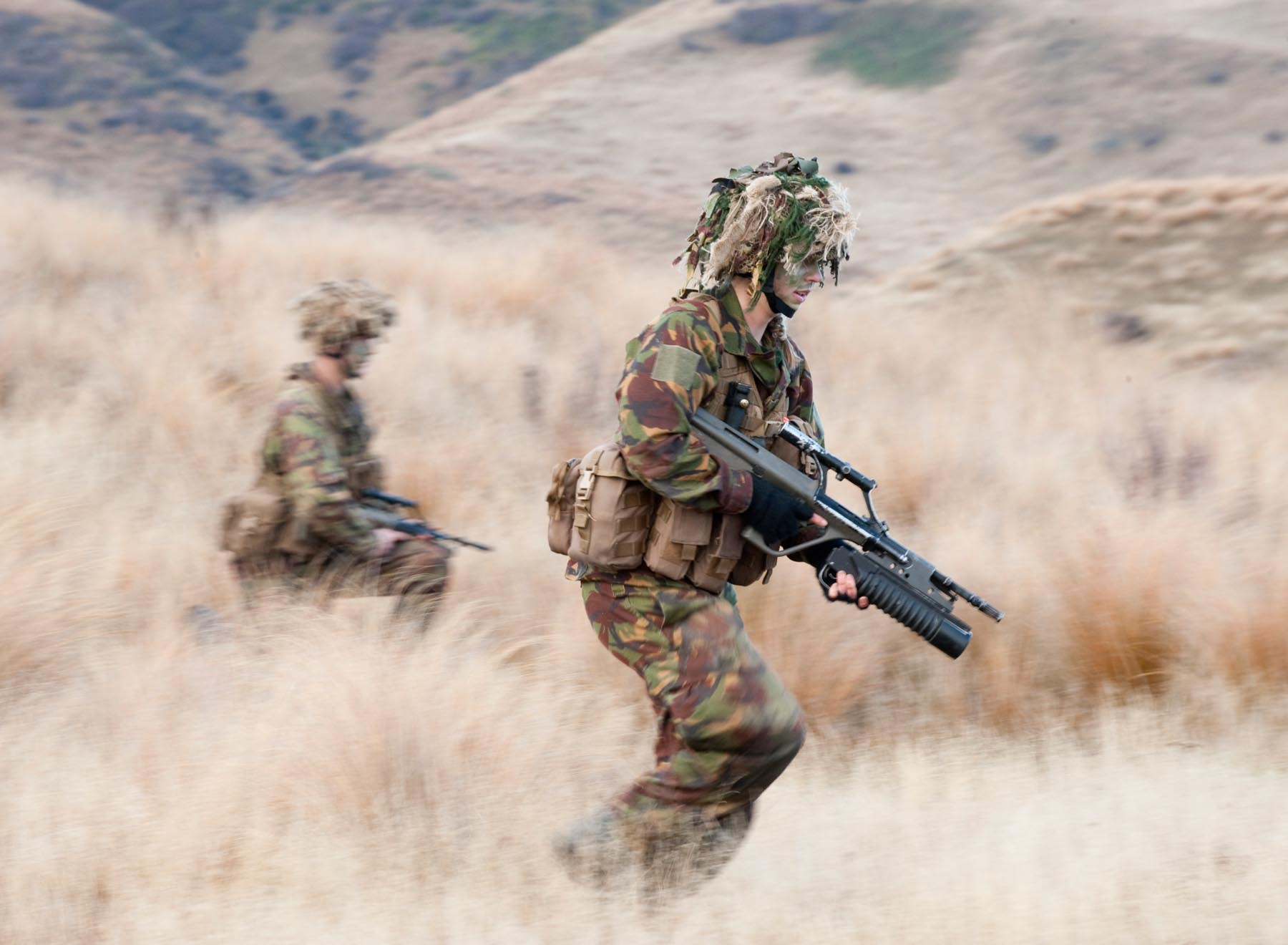
M203 PIを装着したF88（ニュージーランド陸軍）

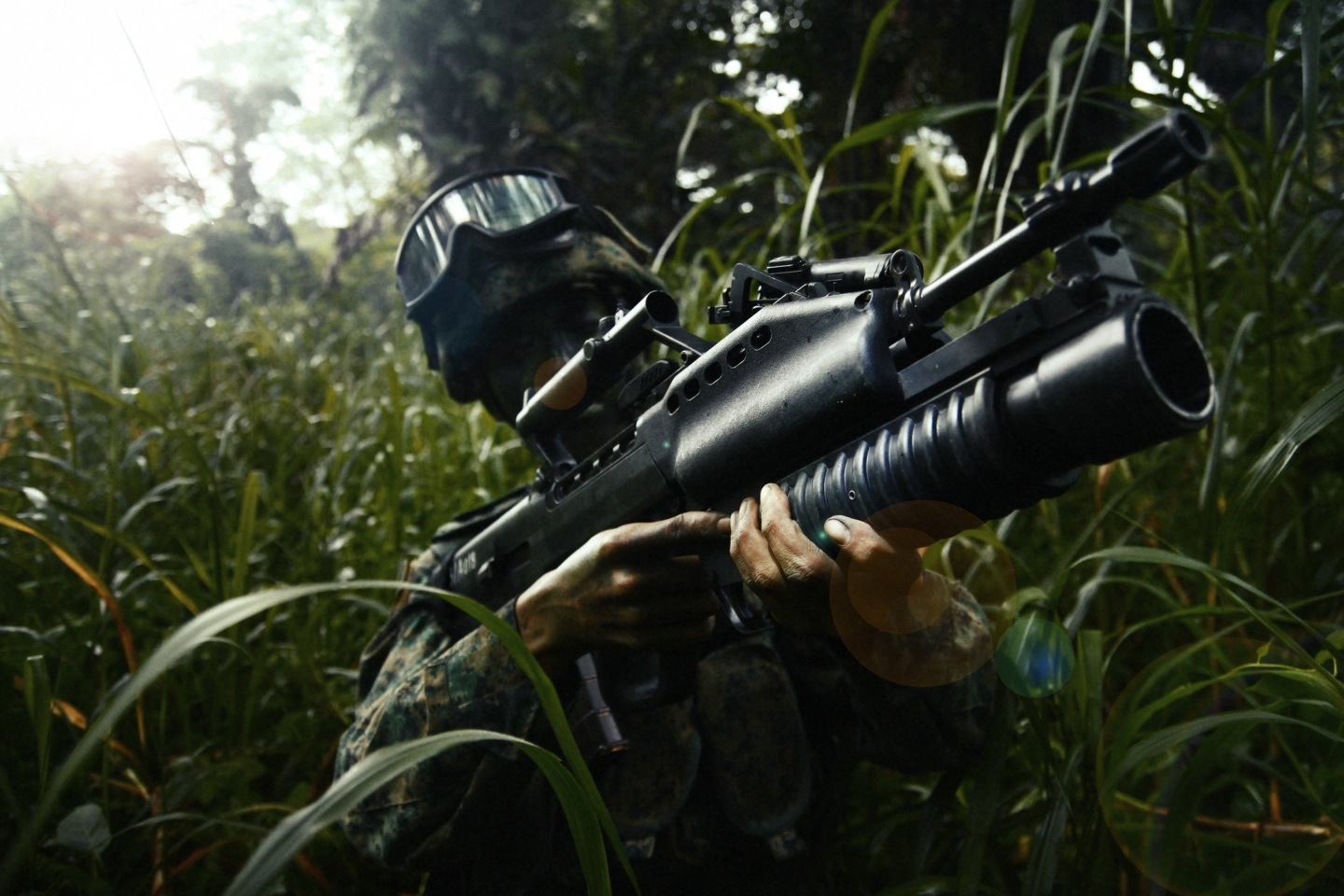
M203 PIを装着したSAR21

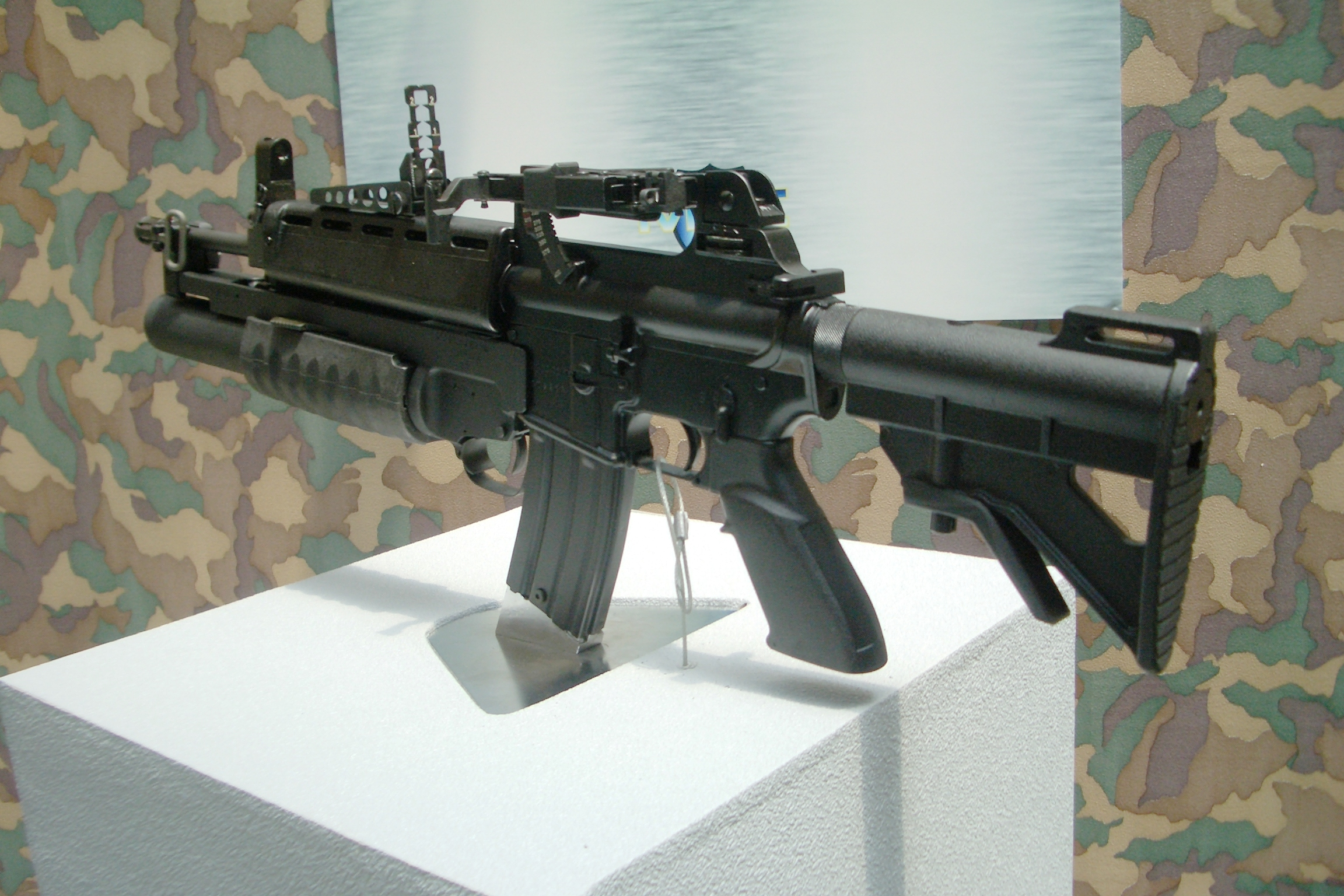
85式を装着した86式歩槍。リーフサイトが引き起こされている。

- イスラエル - ガリル SAR（IMI ガリル）、IMI タボールAR21用に導入。
- シンガポール - SAR21用[1]。
- トルコ - T-40の名称で採用。G3、HK33用に導入。
- オーストラリア - F88 オーステアー（ステアーAUG）用に導入。
- ニュージーランド - F88 オーステアー（ステアーAUG）用に導入。
- エジプト - AKM用に導入。
- オーストリア - ステアーAUG用に導入。
- アイルランド - ステアーAUG用[2]。
- 日本 - 2007年と2008年にQDSS-NT4 サプレッサーやM4カービンとともにFMSでM203A2と照準器を購入 。
- フランス - FA-MAS用に導入。
- ギリシャ - M16、M4用に導入。
- イタリア - ベルナルデリ VB-STD/VB-SR（IMI ガリル）、ベレッタAR70/90用に導入。
- ポルトガル - H&K G3用に導入。
- スウェーデン - Ak 4（H&K G3）、Ak 5（FN FNC）用に導入。
- コロンビア - IMC-40の名称で採用。IMI ガリル用に導入。
- チリ - SIG SG550、ガリル SAR（IMI ガリル）用に導入。
- メキシコ - M16、M4用に導入。
- イギリス - M16、M4用に導入。
- カナダ - C7（M16）、C8（M4）用に導入。
- スイス - SIG GL5040の名称で採用。SIG SG550用に導入。
- 韓国 - K201の名称で採用。K2用に導入。
- 中華民国 - 85式の名称で採用。65式歩槍、86式歩槍、91式歩槍用に導入。
- ミャンマー - EMERK-3（IMI ガリル）用に導入。
- オマーン[3]

以上の銃器に対してサービスが行われている。

## 登場作品

### 映画
『GAMER』
ケーブルがG36Cに装着して使用。
『RED/レッド』
序盤、フランクの自宅を襲撃したCIAがM4カービンに装着して使用。ドットサイトとテレスコピックストックを装着して単体で運用可能にしたものをマーヴィン・ボッグスが使用する。作中ではバットのようにスイングして投擲された手榴弾を打ち返す芸当も披露した。
『アメリカン・スナイパー』
陸軍・海兵隊のM16・M4に装着してあるが、使用する場面はない。
『エンド・オブ・デイズ』
主人公、ジェリコ・ケインが劇中後半で、サタンと彼を崇拝する悪魔崇拝者からクリスティーン・ヨークを救出する際に、勤務先の民間警備会社「ストライカー・セキュリティー」から持ち出したMP5A3にM203PIを装着して使用。後半のサタンとの戦闘でサタンが宿る人間の肉体に直撃弾を与え、肉体を激しく損傷させられたサタンは肉体を捨てることを余儀なくされた。
『エンド・オブ・ホワイトハウス』
テロリストが発煙弾を撃ち込むのに単体で使用。
『ガンヘッド』（1989年）
Bバンガーのメンバー・ボンベイ（川平慈英）が、M203を装着したM16-1を主武装として使用する。
『キングコング:髑髏島の巨神』
陸軍の兵士の一部がM16A1に装着しているが、使用する場面はない。
『ゴジラvsスペースゴジラ』
主人公のGフォース隊員が、AR-15に装着して使用。テレパシー増幅装置を装填し、ゴジラに向けて発射する。
『ザ・シューター/極大射程』
ドニーがM4カービンに装着して使用。
『ジェネレーション・キル』
イラク戦争における第1海兵師団・第1偵察大隊を描いたHBO製作によるTVドラマ。一部隊員の他、主人公の1人であるブラッド・"アイスマン"・コルバート軍曹がM4A1に装着している。中盤、車両による自爆テロ警戒のため、検問に接近する車両に対してM203の発煙弾における警告を実施し、有効とされたが他の隊員が実施した所、跳弾により地元民を殺害してしまう。実際にアメリカ軍内において、M203の不発率は問題とされていた。
『ジュラシック・ワールド』
インジェン社のセキュリティ部門（ACU）のエージェントがM249 パラトルーパーに装着して使用する。
『世界侵略: ロサンゼルス決戦』
米海兵隊が、M16A4とM4A1に装着して使用する。
『宣戦布告』
映画版で、陸上自衛隊の空挺レンジャー隊隊員が89式5.56mm小銃に装着して使用。工作員が立て籠る山小屋に向けて発射するが、工作員は一人も死傷しておらず、逆に安全化を計り接近した隊員を含め、堆土から飛び出した複数の隊員が反撃を受けて死傷してしまう。
『ターミネーター4』
中盤でカイル・リースが本ランチャーを単体で使用。ショットガンの銃撃に耐えたモトターミネーターを1発で破壊する。後半ではスカイネットセントラルに潜入した主人公、ジョン・コナーが装備している武器の1つで、カイルと共にT-800との戦闘で使用。T-800に直撃弾を与えて生体細胞を焼き尽くすものの、本体の金属骨格にはあまりダメージを与えられなかった。
『デッドプール2』
ケーブルが自作した銃に装着して使用する。
『特攻野郎Aチーム THE MOVIE』
B.A.が単体で使用。ビルの清掃員に変装していたB.A.が向かいのビルに向けて発砲する。
『ハルク』
警備員がハルクに対して使用するミニミ軽機関銃に装着されている。
『ブラックホーク・ダウン』
第75レンジャー連隊のジョン・グライムズ特技下士官が使用。ソマリア民兵のテクニカルが車載機銃のリロードに入った隙をついて発砲する。初弾は外すも2発目で撃破に成功する。
『プレデター』
主人公、ダッチ・シェイファーがM16に装着して使用。
『プレデター2』
主人公のLAPD刑事、ハリガン警部補がXM177に装着して使用する。精肉処理場の扉を破壊し、プレデターとの戦闘でも使用するが、命中しなかった。
『ザ・プレデター』
『ランボー3/怒りのアフガン』
ソ連軍の装備として登場。主人公のジョン・ランボーが、鹵獲したAKMに装着されていた物を使用する。また、ソ連兵の1人も同様の物を使い、ランボーに重傷を負わせている。
『レッド・スコルピオン』
主人公、ニコライがFN FALに装着して使用。
『ローン・サバイバー』
マイケル・マーフィ大尉とダニー・ディーツ二等兵曹のM4A1に装着されており、ターリバーンに対して使用する。
『ワールド・ウォーZ』
イスラエル軍がM4に装着している。発砲シーンが描写されている映画が多い中で珍しく、M203による発砲シーンがない。

### 漫画
『続・戦国自衛隊』
戦国時代にタイムスリップした米海兵隊・自衛隊の装備の1つとして登場し、自衛隊のものは89式5.56mm小銃に装着して使用される。作中では、大群で押し寄せてくる戦国武者たちを食い止めきれず近距離まで近づかれてしまい、グレネード弾が安全装置のために爆発しないという描写がある。
『ドールズフロントライン人形之歌』
5話にて戦術人形・M4SOPMODIIがM4A1SOPMOD-2の下部レールに取り付けた物を使用。前線基地を包囲しようとする鉄血工造の部隊に対しM4SOPMODIIがUH-60の機内から擲弾を発射し、降下を行った。
『ゴルゴ13』
「崩壊 第四帝国 狼の巣」にてゴルゴ13がM16に装着。散弾を発射する描写がある。

### 小説
『ゲート 自衛隊 彼の地にて、斯く戦えり』
陸上自衛隊の特殊作戦群がM4カービンに装着して使用。襲撃してきた海賊船を返り討ちにする。
『ゴルゴタ』（深見真）
陸上自衛隊の特殊作戦群がM4A1に装着して使用。石川県に上陸した北朝鮮工作員との戦闘に用いられる。

### ゲーム
『Just Cause 2』
DLCを導入することで入手できる。「Cluster Bomb Launcher」の名称で登場する。名称のとおり、着弾時に6つに分離するクラスター爆弾を発射可能。
『Operation Flashpointシリーズ』
『OFP:CWC』
アメリカ軍陣営で使用可能なM16A2に装着可能。
『OFP:DR』
アメリカ海兵隊陣営で使用可能なM4A1とM16A4でアサルトカスタムを選択した際に使用できる。
『九龍妖魔學園紀』
主人公の武器として使用可能。
『コール オブ デューティシリーズ』
『CoD4』
M4A1やM16A4などに装着可能。装着した場合、名称が「擲弾筒付き○○」に変更される（GP-25も同様）。
『CoD:MW2』
M4A1やM16A4などに装着可能。装着した場合、名称が「○○グレネード」に変更される（GP-25も同様）。
『CoD:MW3』
M4A1やM16A4などに装着可能。装着した場合、名称が「○○グレネーダー」に変更される（GP-25も同様）。
『CoD:BO』
M16やFAMASなどに装着可能。装着した場合、名称が「○○グレネード」に変更される（GP-25も同様）。
『CoD:BO2』
Colt M16A1とFALのみ装着可能。装着した場合、名称が「○○グレネードL」に変更される（GP-25も同様）。

『バトルフィールドシリーズ』
『BF2』
USMC突撃兵のM16A2に装着されて登場する。
『BF2MC』
USMCのM4A1・EUのL85A2に装着されて登場する。
『BFBC』
M416・M16に装着されて登場するほか、単体でも使用可能。
『BFBC2』
M416・M16A2に装着されて登場する。

『パラサイト・イヴ2』
M9と共に実名で登場しており、M4A1に装着して使用できる。